# Ariyalur (distrikt)
Ariyalur är ett distrikt i Indien.   Det ligger i delstaten Tamil Nadu, i den södra delen av landet, 2 000 km söder om huvudstaden New Delhi. Antalet invånare är 754 894. Arean är 1 949 kvadratkilometer. Ariyalur gränsar till Perambalur.
Terrängen i Ariyalur är platt.
Följande samhällen finns i Ariyalur:
- Jayamkondacholapuram
- Ariyalūr
- Āndimatam
- Māttūr